# Fellini Days
Fellini Days è il settimo album in studio del cantante britannico Fish, pubblicato nel 2001 dalla Roadrunner Records.
Il disco è dedicato regista italiano Federico Fellini.

## Tracce
1. 3D – 9:11 (Derek Dick, John Wesley, John Young)
2. So Fellini – 4:06 (Derek Dick, John Wesley)
3. Tiki 4 – 7:32 (Derek Dick, John Wesley, John Young)
4. Our Smile – 5:25 (Derek Dick, John Wesley, John Young)
5. Long Cold Day – 5:33 (Derek Dick, John Wesley, John Young)
6. Dancing in Fog – 5:30 (Derek Dick, John Wesley, John Young)
7. Obligatory Ballad – 5:15 (Derek Dick, John Wesley)
8. The Pilgrim's Address – 7:18 (Derek Dick, John Wesley)
9. The Clock Moves Sideways – 7:17 (Derek Dick, John Wesley)

## Formazione
- Fish – voce

Altri musicisti
- John Wesley – chitarra
- John Young – tastiera
- Steve Vantsis – basso
- Dave Stewart – batteria
- Susie Webb and Zoe Nicholas – cori
- Dave Haswell – percussioni